# Shannon Hanna
Shannon Geran Hanna (ur. 2002) – bahamski zapaśnik walczący w stylu wolnym. Brązowy medalista mistrzostw panamerykańskich w 2024, a także w grupie wiekowej U-23 w 2024 roku.